# Gleisbaumechanik

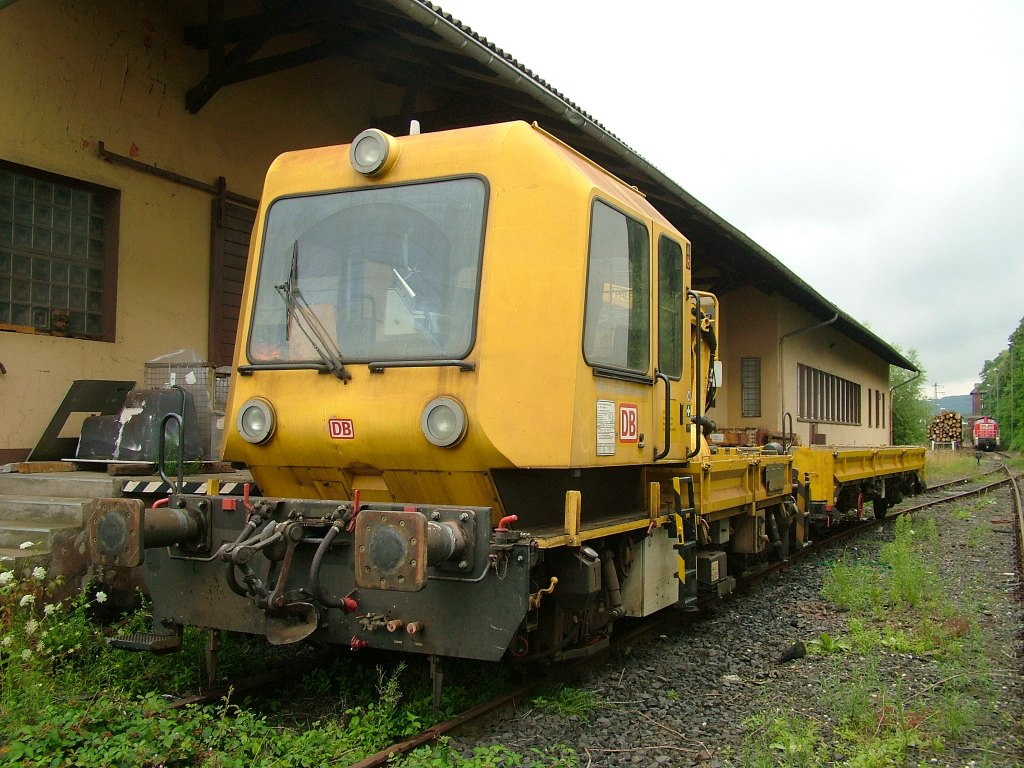
Rottenkraftwagen GAF100R

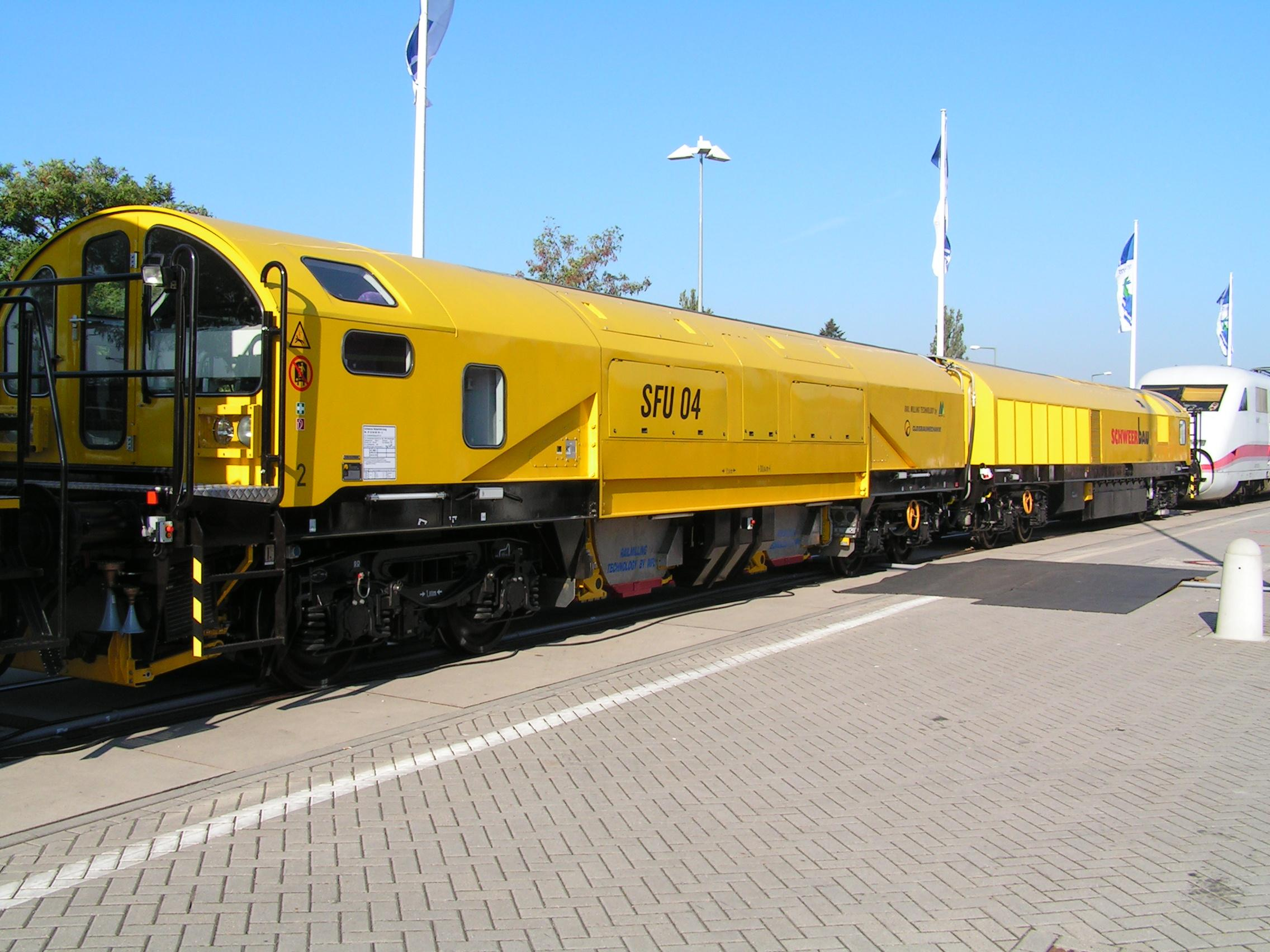
Schienenfräszug SFU04

Die Firma GBM Gleisbaumechanik Brandenburg/H. GmbH ist ein Hersteller von Nebenfahrzeugen und vom Eisenbahn-Bundesamt „fachtechnisch begutachtete Werkstätte“ für Eisenbahnfahrzeuge in Brandenburg-Kirchmöser. Das Unternehmen gehört zur General Atomics Europe-Gruppe, einer Tochterfirma der General Atomics.

## Geschichte
Kernzelle des Unternehmens ist das 1920 gegründete Reichsbahnausbesserungswerk Brandenburg-West der Deutschen Reichsbahn. Nach dem Zweiten Weltkrieg ließ die Deutsche Reichsbahn zunächst weiterhin Loks und Wagen instand setzen. 1955 wurde die Instandsetzung von Eisenbahnkranen und 1957 von Gleisbaumaschinen übernommen. Der im RAW Schöneweide entwickelte SKL 24 begründete Ende der 1960er Jahre den Nebenfahrzeugbau hier im Werk, das damit in den Folgejahren die Fachwerkstätte für Gleisbaumechanik der DR wurde. Die größten Produktionszahlen erreichten in den Folgejahren die weiterentwickelten Rottenkraftwagen, daneben wurden aber auch weitere Spezialfahrzeuge entwickelt.
Mit der Gründung der Deutschen Bahn 1994 ging das Werk in den Geschäftsbereich Bahnbau als Niederlassung Oberbau über. 2002 verkaufte die DB schließlich das Unternehmen, die 145 Mitarbeiter und 6 Auszubildenden wurden von der neugegründeten GBM Gleisbaumechanik Brandenburg GmbH übernommen.

## Produktpalette
Wie bereits erwähnt, stellt das Unternehmen seit den 1970er Jahren vor allem große Stückzahlen von Rottenkraftwagen her, den Beginn markiert die Serienfertigung des SKL 24. Die Weiterentwicklung SKL 25 ersetzte ab 1977 in mehreren Varianten den erstgenannten Typ, kurz vor der Auflösung der Deutschen Reichsbahn entwickelte man noch das Nachfolgemodell SKL 26. Die heutigen GAF100 und GAF200 stellen wiederum die nächste Generation dar.
Weitere in Brandenburg gefertigte Spezialfahrzeuge umfassen Dienstfahrzeuge für die Deutsche Bahn, wie die Baureihe 706, das Technologieträgerfahrzeug für die ETCS-Erprobung und die Baureihe 711.1. Außerdem wurden Einzelstücke für Bahndienstzwecke (wie der Ultraschallmesszug UST02 für die niederländische Firma Eurailscout), der U-Bahn-taugliche Schienenfräszug SFU04 und ein Rangierroboter mit der Bezeichnung „FERA“ (Fernsteuerbarer Rangierwagen) hergestellt.
Ein von dem Unternehmen auf eine Ausschreibung der DB von 1997 hin realisiertes Konzept von integrierten Messzügen (HIF) ging nicht in Serie.